# Sanguirana
Sanguirana es un género de anfibios anuros de la familia Ranidae. 
Sólo una de las especies del género se encuentra en la Lista Roja de la UICN, pero no está amenazada y sus poblaciones son estables.
Su rango de distribución abarca las islas Filipinas, Molucas y Célebes.

## Sistemática y Taxonomía
Fue descrito por primera vez por Dubois —del Museo Nacional de Historia Natural de Francia— en 1992 a partir de un ejemplar de Rana sanguinea Boettger, 1893. Como hiciera en el caso del género Humerana, su nombre hace referencia al epíteto específico de la especie tipo.
Su clasificación aún no está clara y se encuentra pendiente de estudios filogenéticos. Autores como Franky Bossuyt —de la Universidad Libre de Bruselas— lo consideran hermano de Hylarana, incluso para Jing Che —de la Universidad de Sichuan y de la Academia China de las Ciencias— es un sinónimo de ese género. En 2008, Bryan L. Stuart —del Museo Field de Historia Natural—, atendiendo evidencias moleculares, sugirió que dos especies de Hylarana —H. igorota e H. luzonensis— podrían ser incluidas en Sanguirana.

### Especies
Las especies que actualmente componen el género son:
- Sanguirana albotuberculata (Inger, 1954)
- Sanguirana aurantipunctata Fuiten, Welton, Diesmos, Barley, Oberheide, Duya, Rico & Brown, 2011
- Sanguirana everetti (Boulenger, 1882)
- Sanguirana igorota (Taylor, 1922)
- Sanguirana luzonensis (Boulenger, 1896)
- Sanguirana sanguinea (Boettger, 1893)
- Sanguirana tipanan (Brown, McGuire & Diesmos, 2000)